# Unum necessarium

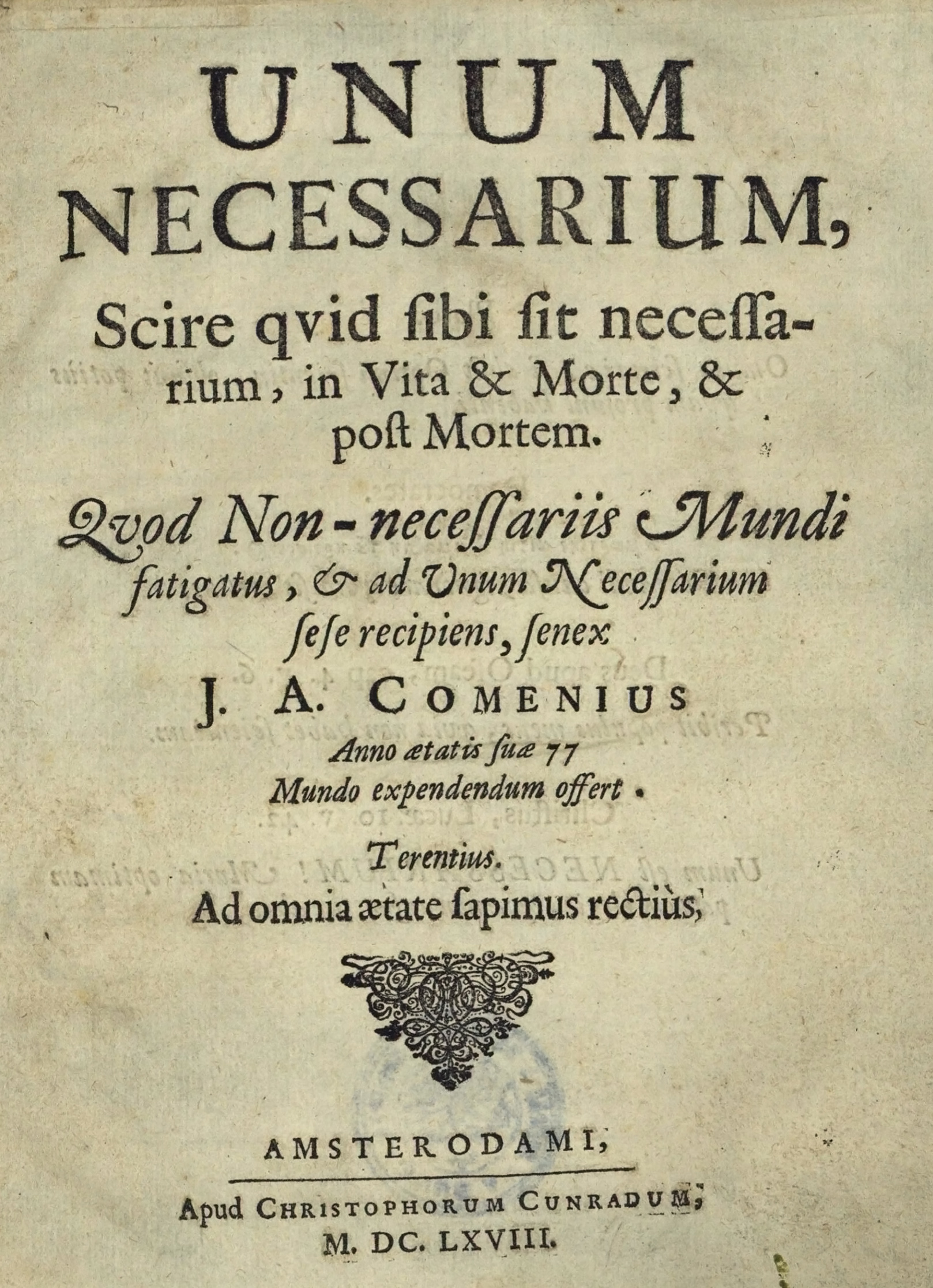
Titelblatt der ersten Ausgabe, Amsterdam 1668. Mährische Landesbibliothek, Brünn.

Unum necessarium (deutsch: Das einzig Notwendige) ist eine der letzten Schriften von Johann Amos Comenius. Der 77-Jährige schrieb sie 1668 in Amsterdam, zwei Jahre vor seinem Tod, als eine Art Testament. Das lateinisch verfasste Buch ist von einer tiefen Frömmigkeit durchdrungen. In der Erwartung seines nahen Todes bedenkt Comenius sein Leben und das Leben generell und fragt, was im Leben wirklich notwendig ist. Besonders das letzte 10. Kapitel wird als sein Vermächtnis gesehen, es ist eine Zusammenfassung seiner Lebenserfahrungen und seines Glaubens.
Der vollständige Titel lautet übersetzt:
„Das Einzig Notwendige. Das ist zu wissen, was der Mensch während seines Lebens, bei seinem Sterben und nach seinem Tod nötig hat. Was der von den Eitelkeiten der Welt ermüdete und nach dem Einzig Notwendigen strebende, betagte J. A. Comenius im 77. Jahr seines Lebens der Welt zum Überdenken vorlegt.“

## Inhalt

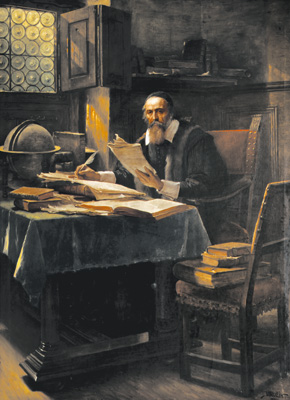
Comenius in seinem Arbeitszimmer in Amsterdam

Den Titel entnahm Comenius einem Wort Jesu aus dem Lukasevangelium: Unum est necessarium (Vulgata) – Eins aber ist not (Lukas 10,42 ).
Comenius geht in seinem Buch von der Frage nach dem Glück aus. Um zu erklären, warum dieses Glück so wenig verwirklicht wird, greift er sein gerne verwendetes Bild vom Labyrinth auf, aus dem ein Ausweg gesucht werden muss. Er sagt: Alle Verwicklungen in der Welt werden nur dadurch verursacht, dass die Menschen nicht zwischen dem Nötigen und dem Unnötigen unterscheiden können, das übersehen, was für sie nötig ist, und sich fortwährend mit dem Unnötigen beschäftigen, sich darin verwickeln und verstricken. (Kap. II, 0) Der Ausweg aus diesen Labyrinthen liegt darin, dass die Menschen die Kunst lernen zwischen dem Nötigen und dem Unnötigen zu unterscheiden. (Kap. III, 0) Aus der biblischen Geschichte von Maria und Martha (Lukas 10,38–42 ) leitet Comenius die Regel Christi ab. Er schreibt: Die Regel Christi über das Eine, das notwendig ist, muss dringend beachtet werden. Sie allein ist imstande, den Ausgang aus den Labyrinthen der Welt zu zeigen, die Lasten, die sie auferlegt, zu erleichtern, ihrem Heißhunger Sättigung zu verschaffen. (Kap. IV, 0)
In den ersten drei Kapiteln begründet Comenius die Notwendigkeit, das einzig Notwendige anzustreben und zu lernen das Notwendige vom Unnötigen, das Nützliche vom Unnützen und Schädlichen zu trennen. (Kap. II, 2). Kapitel IV erläutert die Regel Christi und wie sie dem Christen hilft, sich aus dem Labyrinth des Irrtums zu befreien (Kap. IV, 2). Die nachfolgenden Kapitel geben dann Ratschläge zu konkreten Anwendung in verschiedenen Bereichen: im persönlichen Leben (Kap. V), in der Wissenschaft, insbesondere der Theologie und Pädagogik (Kap. VI), im öffentlichen und politischen Leben (Kap. VII), in der Kirche (Kap. VIII) und in der ganzen Welt (Kap. IX).
Im letzten Kapitel blickt Comenius auf sein eigenes Leben zurück. Er sieht die eigenen Labyrinthe und Irrwege: die oft erfolglose pädagogische Arbeit, die erfolglosen Bemühungen um Versöhnung zwischen Konfessionen und um den Frieden in der Welt, die Veröffentlichung zweifelhafter zeitgenössischer Offenbarungen, die unvollendeten pansophischen Arbeiten. Im Rückblick betrachtet er sein Leben als das der geschäftigen Martha sei es auch im Dienst des Herrn und seiner Jünger und aus Liebe zu Ihm. Doch jetzt am Ende möchte er mit Maria zu Füßen des Herrn sitzen und jubelnd mit David ausrufen: … das ist meine Freude, dass ich mich zu Gott halte (Psalm 73,28 ). (Kap. X, 2)
Durch die eigenen Labyrinthe sah er sich immer von Gott hindurchgeführt. So wie ihn sein unerschütterlicher Gottesglaube durch die vielen Rückschläge im Leben getragen hatte, so vertraut er sich auch jetzt am Ende der Güte Gottes an. Er schreibt: Mein Leben war eine Pilgerreise. Eine Heimat hatte ich nicht. Ruhelos wanderte ich umher und fand keinen festen Wohnsitz. Jetzt aber sehe ich schon mein himmlisches Vaterland, an dessen Grenze mich mein Führer, mein Licht, Christus, gebracht hat. (Kap. X, 10)
Nach Comenius besteht das Einzig Notwendige darin, durch das ganze Leben hindurch Gott zu suchen, mit ihm zu leben, seiner Stimme in der Heiligen Schrift zuzuhören; nur in seiner Nähe könne ein Christ glücklich leben und glücklich sterben. Am Ende betet Comenius: Du, Herr Jesus, bist für mich diese eine köstliche Perle, das einzig wahre Gut, das Eine, das notwendig ist. Dich will ich suchen und erwerben. Ich will alles hingeben, was ich habe. Was die Welt bietet und für Gewinn hält, halte ich für Unrat, damit ich Dich, Christus, gewinne (Philipper 3,8 ). (Kap. X, 12)
Comenius fügt noch eine Schlussbetrachtung an und gibt den folgenden Ratschlag: Belaste dich nicht mit Dingen, die du im Leben nicht durchaus brauchst! Begnüge dich mit Wenigem, das zur Bequemlichkeit dient, und lobe Gott. Kannst du keine Bequemlichkeiten haben, so sei allein zufrieden mit dem, was du notwendig brauchst. Wird dir auch das genommen, so denke daran, dich selbst zu erhalten. Kannst du auch das nicht, so lass deinen Leib fahren; nur Gott darfst du nicht verlieren. Wer Gott hat, kann alles entbehren. Mit Gott hat er das höchste Gut und das ewige Leben und besitzt es in Ewigkeit. Das ist alles, was man wünschen kann, das Ziel und das Ende.

## Ausgaben
Die lateinisch verfasste Schrift ließ Comenius 1668 in Amsterdam drucken. Er widmete sie dem Pfalzgrafen Ruprecht, dem damals in London lebenden Sohn des ehemaligen böhmischen Königs Friedrich V. Ein Originaldruck von 1668 wird in der Mährischen Landesbibliothek in Brünn aufbewahrt. Das Buch wurde auch in andere Sprachen übersetzt: in Deutsch 1725 (Leipzig), in Tschechisch 1765 (Halle), in Holländisch 1926, in Englisch 1958 (Pennsylvania). Eine Übersetzung in das heutige Deutsch erschien 1998 in Haarlem.